# Brwinów (gemeente)
De gemeente Brwinów is een stad- en landgemeente in woiwodschap Mazovië, in powiat Pruszkowski.
De zetel van de gemeente is in Brwinów.
Op 30 juni 2004 telde de gemeente 21 141 inwoners.

## Oppervlakte gegevens
In 2002 bedroeg de totale oppervlakte van gemeente Brwinów 69,16 km², waarvan:
- agrarisch gebied: 74%
- bossen: 7%

De gemeente beslaat 28,08% van de totale oppervlakte van de powiat.

## Demografie
Stand op 30 juni 2004:
| Omschrijving                   | Totaal | Totaal | Vrouwen | Vrouwen | Mannen | Mannen |
| ------------------------------ | ------ | ------ | ------- | ------- | ------ | ------ |
| eenheid                        | aantal | %      | aantal  | %       | aantal | %      |
| inwoners                       | 21 141 | 100    | 11 102  | 52,5    | 10 039 | 47,5   |
| bevolkingsdichtheid (inw./km²) | 305,7  | 305,7  | 160,5   | 160,5   | 145,2  | 145,2  |

In 2002 bedroeg het gemiddelde inkomen per inwoner 1561,25 zł.

## Plaatsen
De gemeente bestaat uit de stad Brwinów en :
- Milęcin
- Falęcin
- Moszna
- Owczarnia
- Kotowice
- Krosna
- Domaniew
- Kanie
- Czubin
- Otrębusy
- Biskupice
- Koszajec
- Parzniew
- Żółwin
- Grudów
- Domaniewek
- Popówek
- Terenia
- Kopana

## Aangrenzende gemeenten
Błonie, Grodzisk Mazowiecki, Michałowice, Milanówek, Nadarzyn, Ożarów Mazowiecki, Podkowa Leśna, Pruszków